# Orlík (hrad, okres Ústí nad Orlicí)
Orlík (též Saldenstein) je zaniklý hrad na ostrohu nad řekou Tichou Orlicí nedaleko města Brandýsa nad Orlicí v Pardubickém kraji. Pod ním vede zelená značená turistická trasa 4444 přes Čertovu rokli, nad kterou stojí Čertova lávka. 

## Historie
Doba vzniku hradu není známá, zřejmě se tak stalo na přelomu 13. a 14. století. Podle jediné písemné zmínky z roku 1311 na hradě sídlila Perchta, manželka Vítka ze Švábenic. K hradu patřilo pět vesnic, které Vítek a vdova Perchta věnovali pražským křižovníkům s červeným křížem z kláštera na Zderaze. Křižovníci hrad nevyužívali, a ten zpustl. V nové době byly trosky hradu narušeny výstavbou vodojemu.
Od roku 2009 zde v rámci aktivit archeologického pracoviště Regionálního muzea ve Vysokém Mýtě po několik let probíhal cílený archeologický výzkum, který v areálu zachytil větší množství militárií, z nichž některé jsou významné ve středoevropském kontextu. Z výsledků výzkumu vyplývá, že na přelomu 14. a 15. století mohla hrad obývat bojová družina, která podnikala loupežné výpravy v relativně velkém geografickém okruhu, a jejíž činnost je doložena i soudobými písemnými prameny.

## Stavební podoba
Dispozice hradu je dvojdílná. Za předhradím vymezeným částečně dochovaným příkopem se za dalším dobře dochovaným příkopem nacházelo jádro hradu tvaru přibližného trojúhelníku. To bylo na severní straně obehnáno ještě parkánem. Výrazné terénní relikty staveb (místy se silně rozpadlým zdivem) dovolují předpokládat existenci navzájem oddělených staveb, nejspíše na všech třech stranách dispozice. Vstupní brána se asi nacházela v severovýchodním nároží. Na západě v místě vodárny se traduje existence samostatně stojící věže. Pokud by zde věž nestála, šlo by o hrad bezvěžové dispozice. Palác mohl snad stát na severní straně hradu.